# Avión
Avión település Spanyolországban, Ourense tartományban. Avión Covelo, Fornelos de Montes, A Lama, Beariz, Boborás, Leiro, Carballeda de Avia és Melón községekkel határos. Lakosainak száma 1727 fő (2024).

## Népesség
A település népessége az elmúlt években az alábbi módon változott:
| Lakosok száma | 2812 | 2804 | 2693 | 2610 | 2408 | 2053 | 1860 | 1795 | 1770 | 1727 |
|               | 2001 | 2004 | 2007 | 2009 | 2012 | 2014 | 2017 | 2019 | 2022 | 2024 |